# Typosyllis bella
Typosyllis bella är en ringmaskart som beskrevs av Chamberlin 1919. Typosyllis bella ingår i släktet Typosyllis och familjen Syllidae. Inga underarter finns listade i Catalogue of Life.